# Oostwold (Oldambt)
Oostwold – wieś w Holandii, w prowincji Groningen, w gminie Oldambt. W miejscowości znajduje się lotnisko.